# Městské muzeum Nová Paka
Městské muzeum Nová Paka je muzejní instituce sídlící v Suchardově domě v Nové Pace. Je příspěvkovou organizací města Nová Paka.
Městské muzeum Nová Paka leží v Královéhradeckém kraji v oblasti Podkrkonoší. Muzeum má dvě tematické sbírky – historickou a přírodovědnou. Přírodovědné sbírky se navíc dělí na dvě podsbírky – mineralogickou a paleontologickou. Většina mineralogických sbírek muzea pochází z poloviny 19. století. Hlavní budovou je Suchardův dům na ulici Stanislava Suchardy č.p. 68 v Nové Pace. Dále muzeum spravuje Suchardův ateliér, klenotnici drahých kamenů a kavárnu Gernatův dům. Instituce se zaměřuje na historii a kulturu, ale hlavně na sběr a zpracovávání podkrkonošských kamenů, které je na Novopacku doložené od konce 17. století.
Muzeum pravidelně pořádá výstavy, akce a pečuje o pět stálých menších expozic.

## Historie

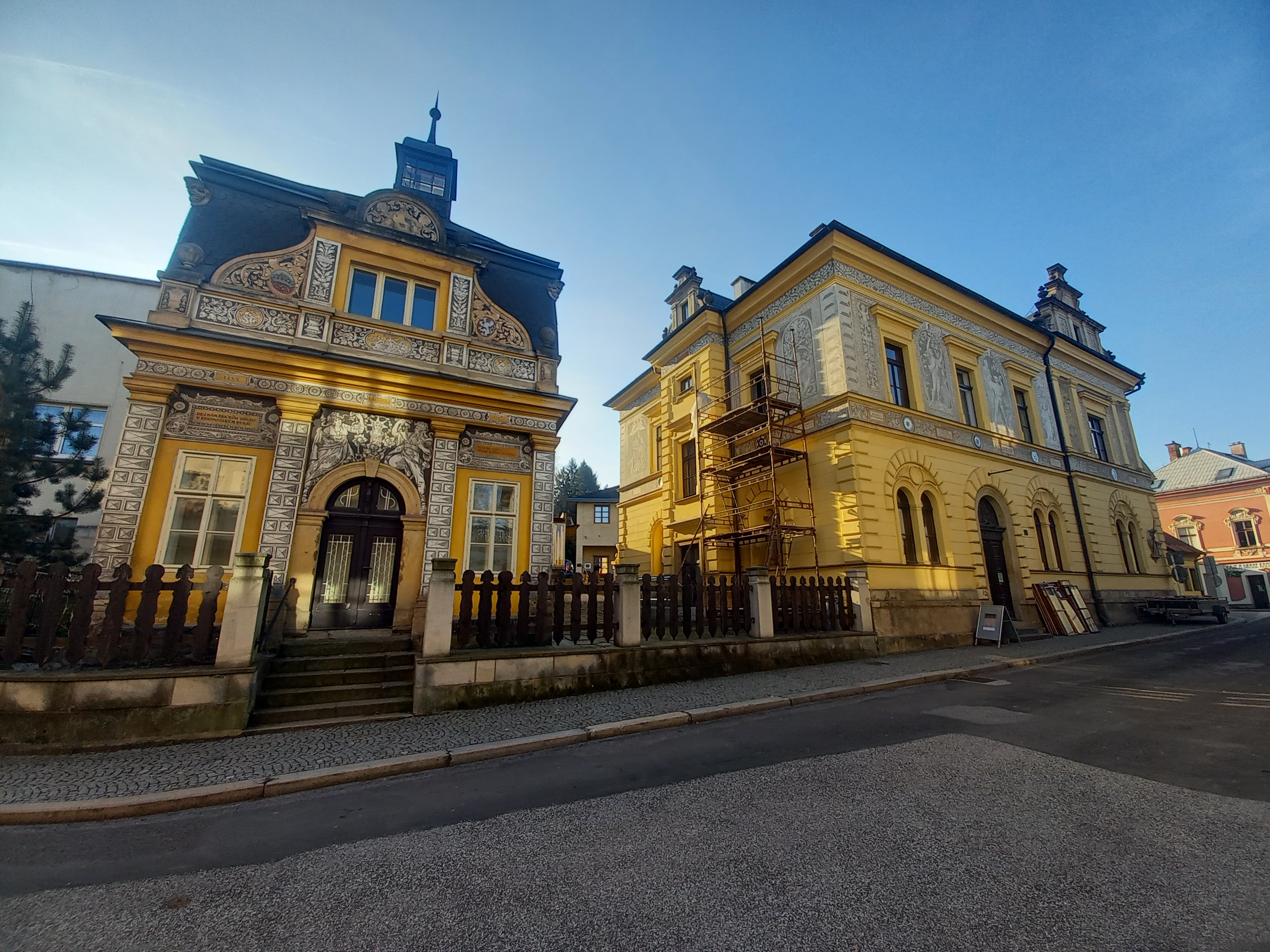
Suchardův dům a ateliér

Městské muzeum Nová Paka bylo založené v roce 1908, na popud sociálně-kulturního odboru městského zastupitelstva. Jeho prvotním základem byly nálezy z oboru geologie, mineralogie a paleontologie. Od samotného začátku muzea vznikaly ovšem i sbírky historické. V roce 1949 koupilo město pro muzeum Suchardův dům. Následně v letech 1951 až 1952 došlo k opravě. Muzeum také v roce 1972 získalo vedlejší dílny. V roce 1976 byla v Suchardově domě zpřístupněna stálá expozice zaměřená na historii města a v přízemí zřízeny prostory pro pořádání výstav. Pro uchovávání a prezentaci přírodovědných sbírek byla postavena a v roce 1996 otevřena vedlejší klenotnice. K roku 2024 má muzeum na 40 000 kusů sbírkových předmětů a víc než tři čtvrtiny historického charakteru.

### Významné osobnosti v historii muzea
- Cyril Bouda – akademický malíř
- František Matěj Hilmar – český hudební skladatel
- Bohumil Kafka – český sochař a vysokoškolský pedagog
- František Faustin Procházka – buditel a literární historik
- Karel Sezemský – spisovatel a zakladatel spiritistického hnutí v ČSR
- Stanislav Sucharda – český sochař
- Vojtěch Sucharda – akademický malíř a sochař
- Karel Štika – český malíř a grafik
- Josef Tulka – malíř a hudebník
- Otakar Zemina – akademický malíř
- Ladislav Zívr – člen skupiny 42 a akademický malíř[4]

## Budovy
- Suchardův dům
- Suchardův ateliér
- Klenotnice drahých kamenů
- Kavárna Gernatův dům

### Suchardův dům

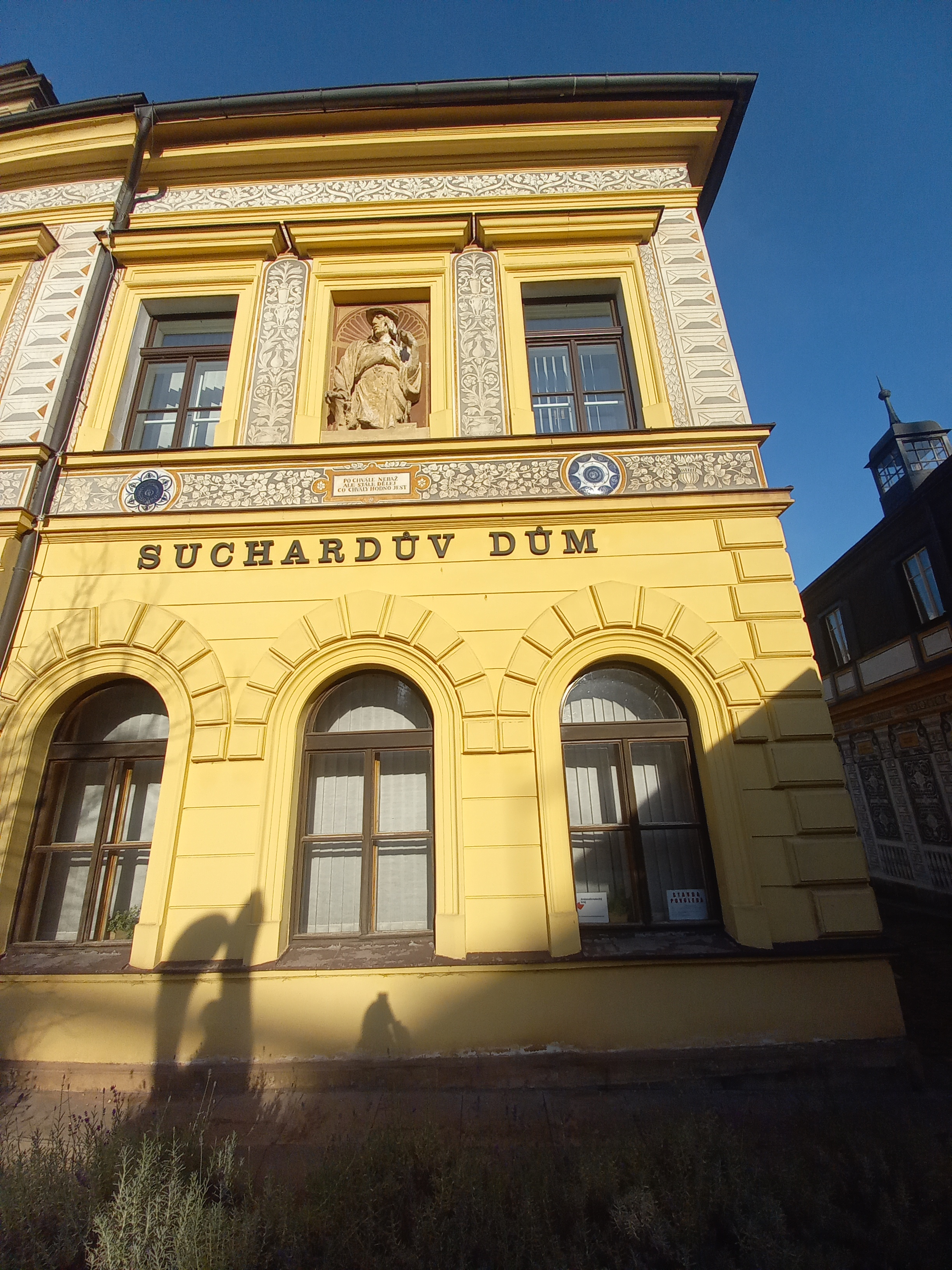
Suchardův dům

Hlavní budovou Městského muzea Nová Paka je Suchardův dům postavený v novorenesančním slohu. Patří společně s paulánským klášterem k nejvýznamnějším stavbám v Nové Pace. Byl postaven na místě dvou původních domů v letech 1895–1896 stavitelem Jaroslavem Brentem. Dům vznikl podle návrhu Otakara Wolfa. Vyznačuje se bohatou sgrafitovou výzdobou. Všichni členové rodiny Antonína Suchardy mladšího, jeho syn Stanislav Sucharda i dcera Anna se na výzdobě fasády podíleli. Objekt je od roku 1963 chráněn jako kulturní památka.

### Suchardův ateliér

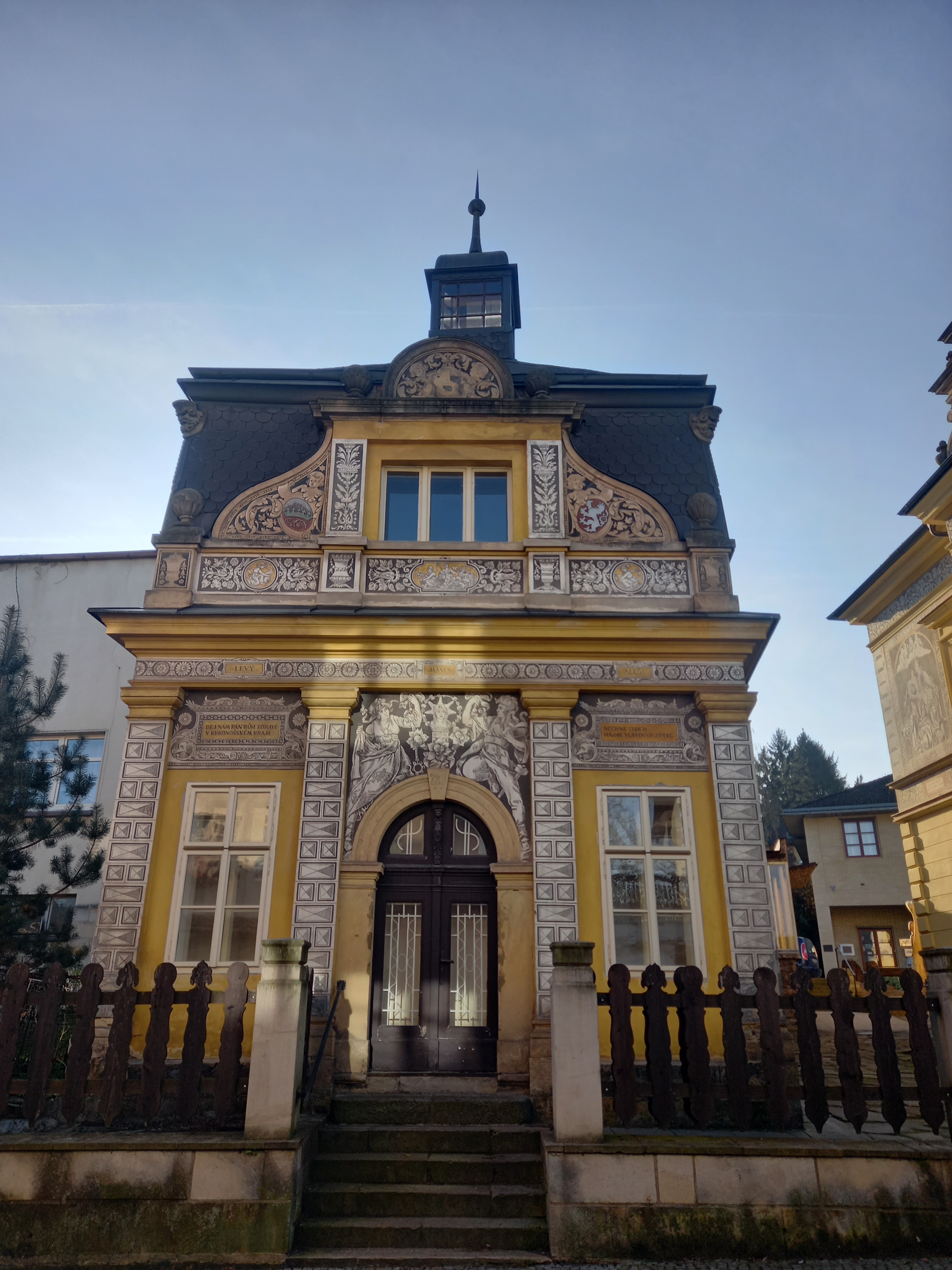
Suchardův ateliér, dílna

Objekt ateliéru či dílny je nedílnou součástí Suchardova domu. Budova je podélného půdorysu vystavěná na nízké kamenné podezdívce a je zdobená bohatými sgrafity. Objekt slouží jako správní budova muzea a jsou zde kanceláře. Dílna je od roku 2007 chráněna jako kulturní památka.

### Klenotnice

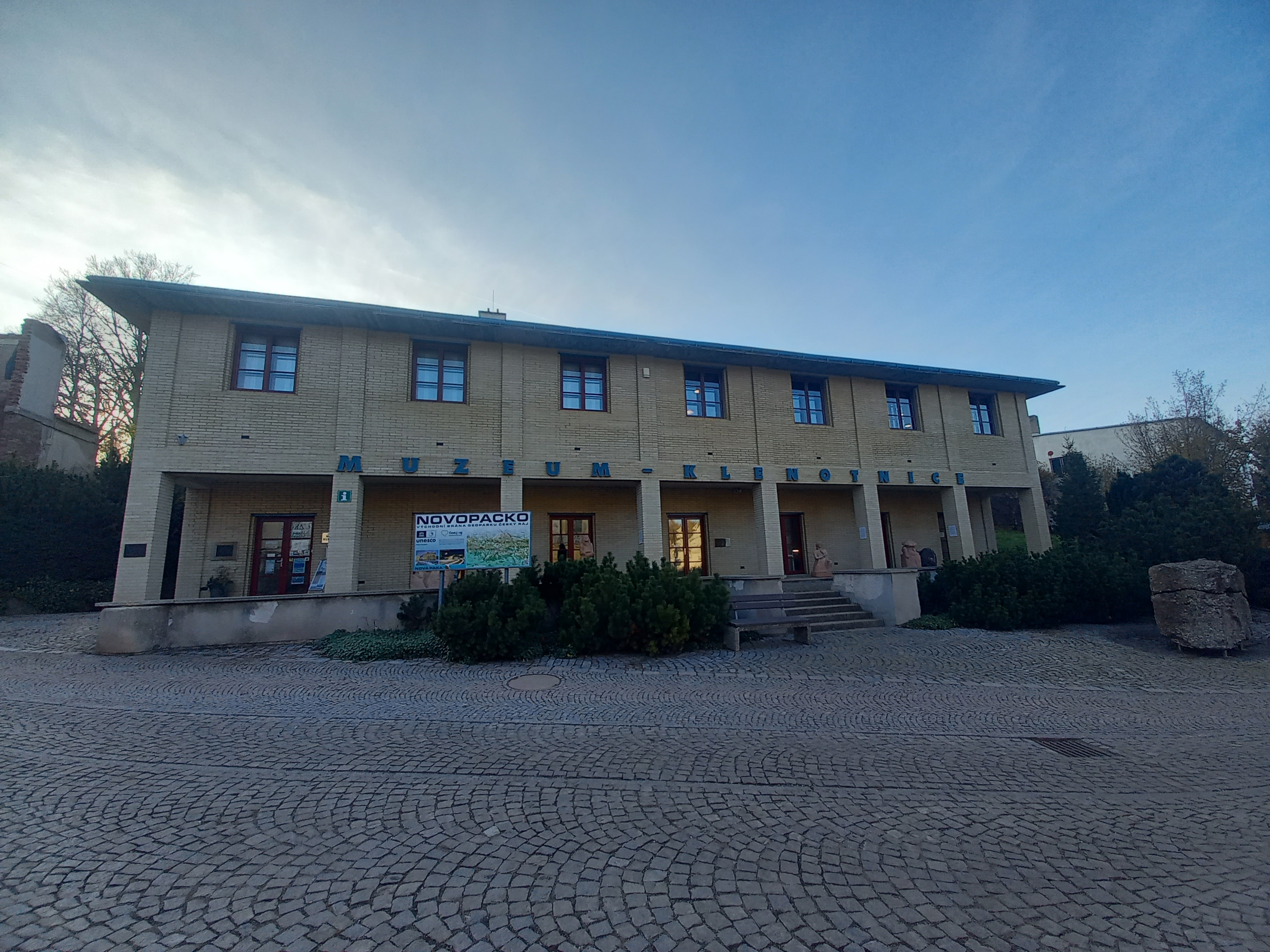
Klenotnice

Klenotnice byla zřízena pro prezentaci přírodovědných sbírek muzea. Nejstarší záznamy o sběru drahých kamenů na Novopacku pocházejí ze 14. století. Většina muzejních sbírek je z poloviny 19. století, převážně z místních školních a soukromých sbírek. Budova Klenotnice byla speciálně vystavěna pro tuhle expozici a byla otevřena 25. května 1996. Klenotnice prošla v letech 2010–2012 rekonstrukcí. Zdejší mineralogické sbírky jsou odborníky velmi ceněny. 

### Gernatův dům
Gernatův dům stojí v blízkosti klenotnice a Suchardova domu. Je jednopodlažním roubeným domem městského typu s mansardovou střechou a byl postaven v první polovině 18. století. Nachází se zde muzejní kavárna.

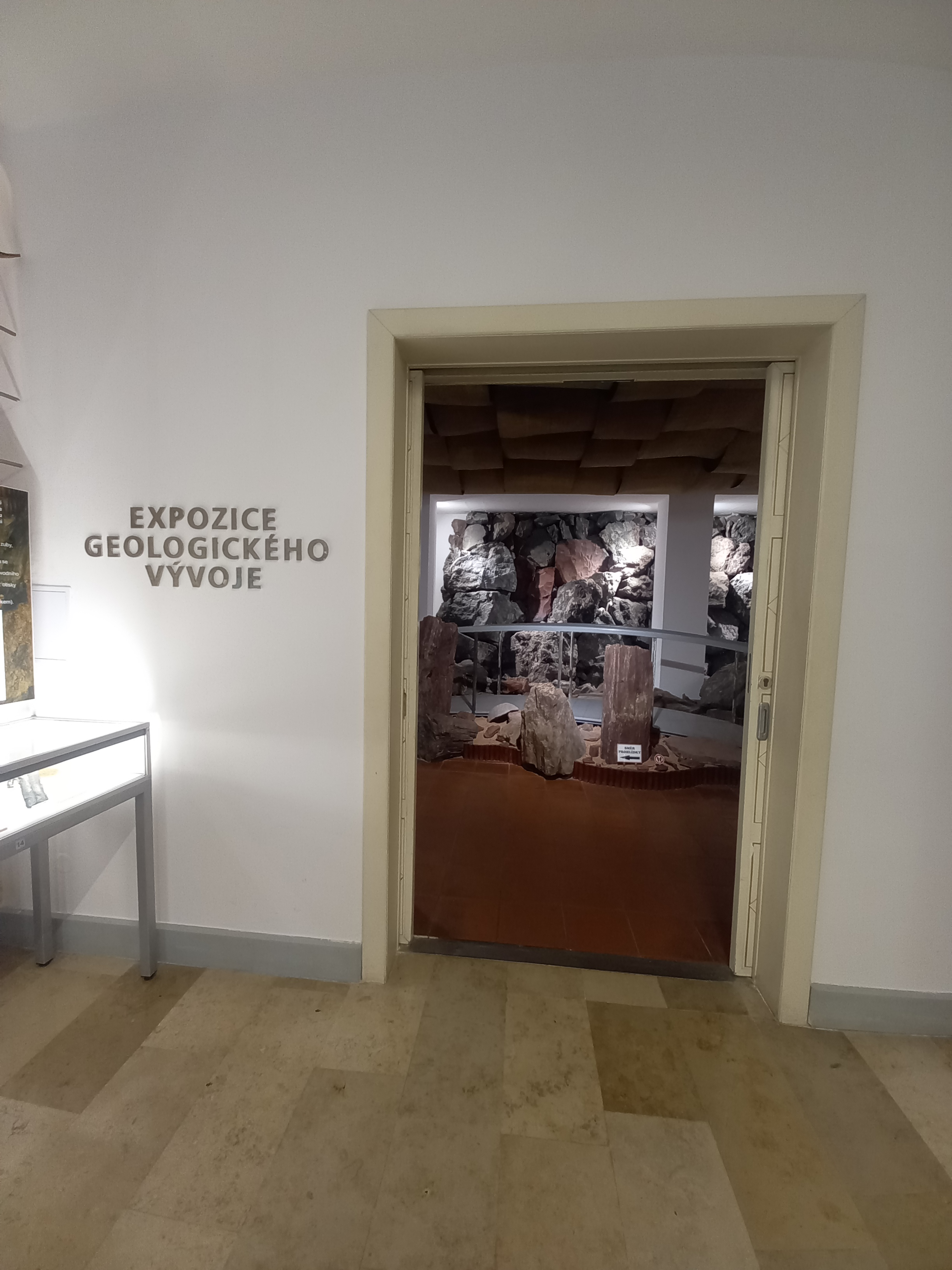
Expozice geologického vývoje

## Stálé expozice

### Expozice vulkanismu
Expozice je zaměřena na bohatou sopečnou činnost na sklonku prvohor. V expozici lze nalézt zvětšenou geologickou mapu, která představuje horninové prostředí v okolí Nové Paky. Ve vitrínách je možnost si prohlédnout ukázky minerálů, které pronikaly na povrch různými typy erupcí a výlevů. Tak vznikali různé typy hornin a sopečných těles, které nám představuje zbytek expozice téhle tematické části.

### Expozice geologického vývoje

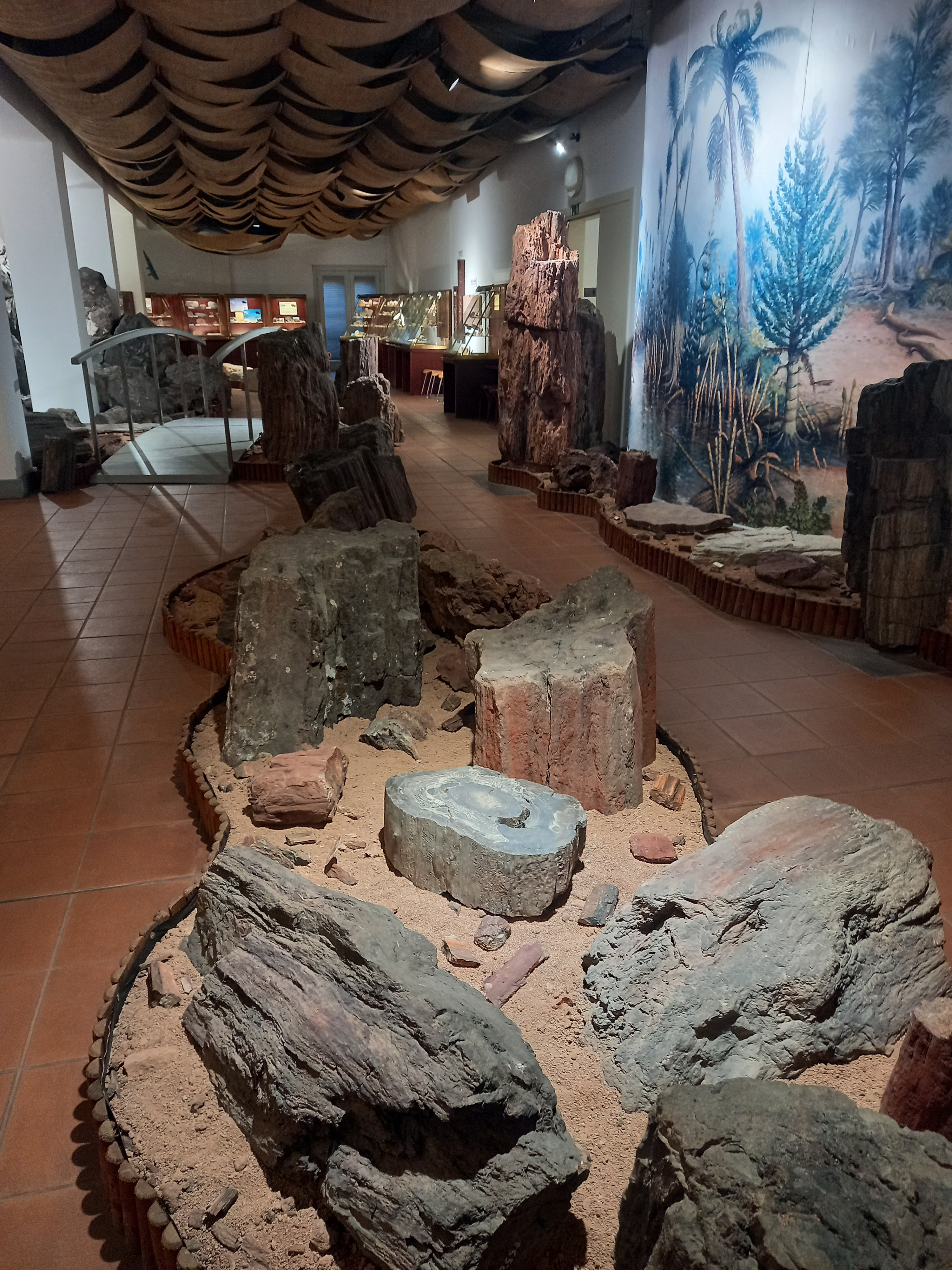
Expozice geologického vývoje

Expozice provází jednotlivými obdobími geologické minulosti. Lze zde najít ukázky hornin a fosilií z oblasti Krkonoš a Podkrkonoší. Mezi nejvýznamnější kusy patří celosvětově proslulé nálezy tzv. zkřemenělých dřev.

### Expozice drahých kamenů

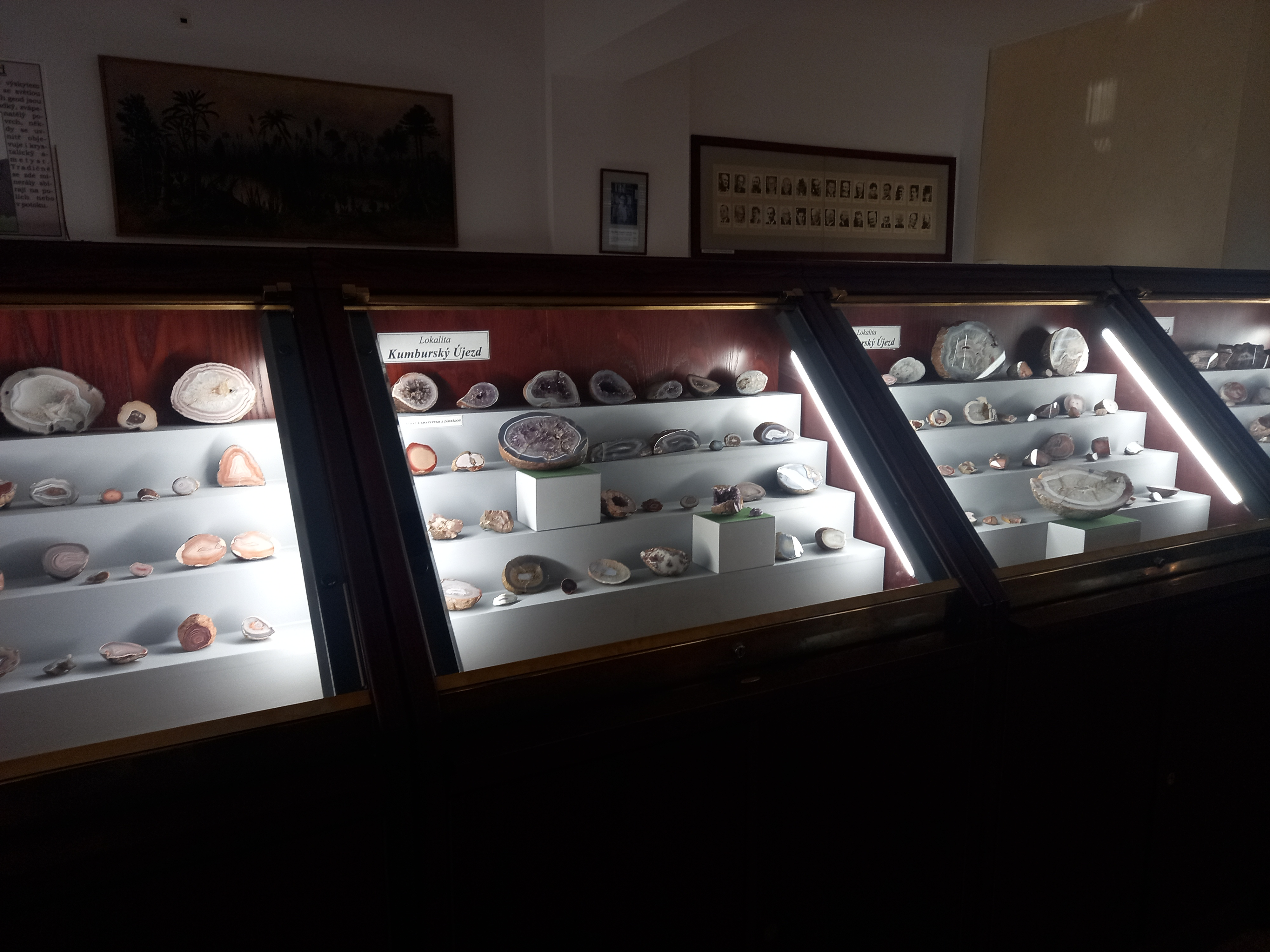
Expozice drahých kamenů

Vrcholem stálých přírodovědných expozice je část Klenotnice drahých kamenů, kde jsou opracované minerály tzv. „polodrahokamy“. Exponáty jsou poskládány podle jejich nalezišť a doplněné o mapy jednotlivých míst. Většina vystavených minerálů pochází z blízkého okolí. Část výstavních prostor je vyhrazena pro každoroční sezónní zápůjčky exponátů od soukromých sběratelů, kteří zde představují své sbírky.

### Vlastivědná expozice
V historické expozici muzea se návštěvníci seznámí s minulostí a kulturou podkrkonošského města na pozadí charakteru krajiny. Též představuje vliv paulánského kláštera a kostela z doby, kdy byla Nová Paka, jako poddanské město k hradu Kumburk, významným poutním místem. Muzeum v Suchardově domě také představuje roubenou lidovou architekturu, pískovcové plastiky, malovaný nábytek, hrnčířskou výrobu, modrotisk, betlemářství, perníkářství, loutkářství, ale i malířské a sochařské dílny.

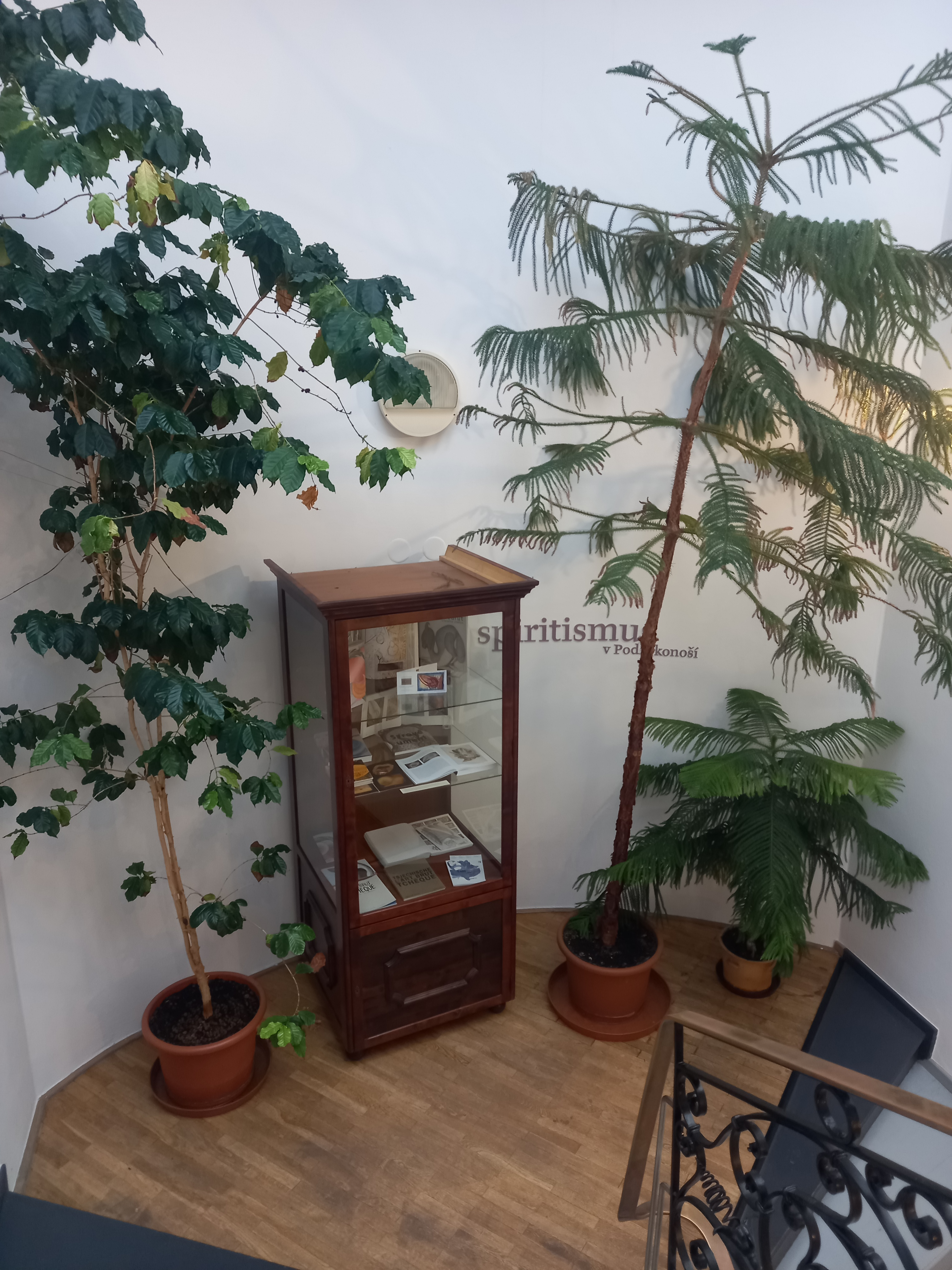
Expozice spiritismu

### Expozice spiritismu

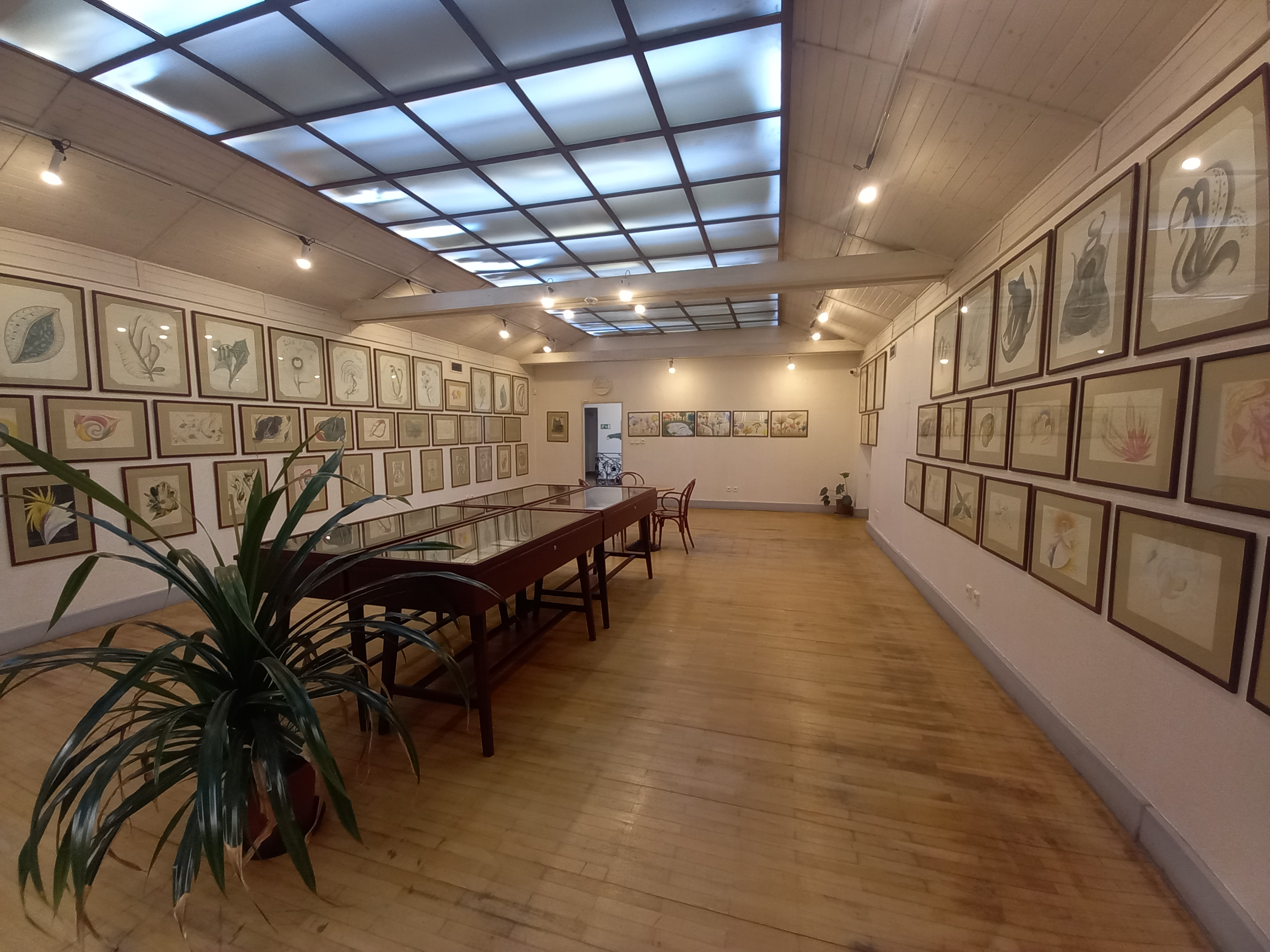
Expozice spiritismu

Ve druhém patře klenotnice je Expozice spiritismu a medijních kreseb. Nová Paka je se spiritismem spjatá zejména díky zdejšímu působení Karla Sezemského, vydavatele spiritistické literatury. Nová expozice je především věnovaná kresbám, které pocházejí zejména z počátku 20. století a z mladších období. Ve vitrínách uprostřed místnosti jsou vystavené ukázky knih a periodik Karla Sezemského.

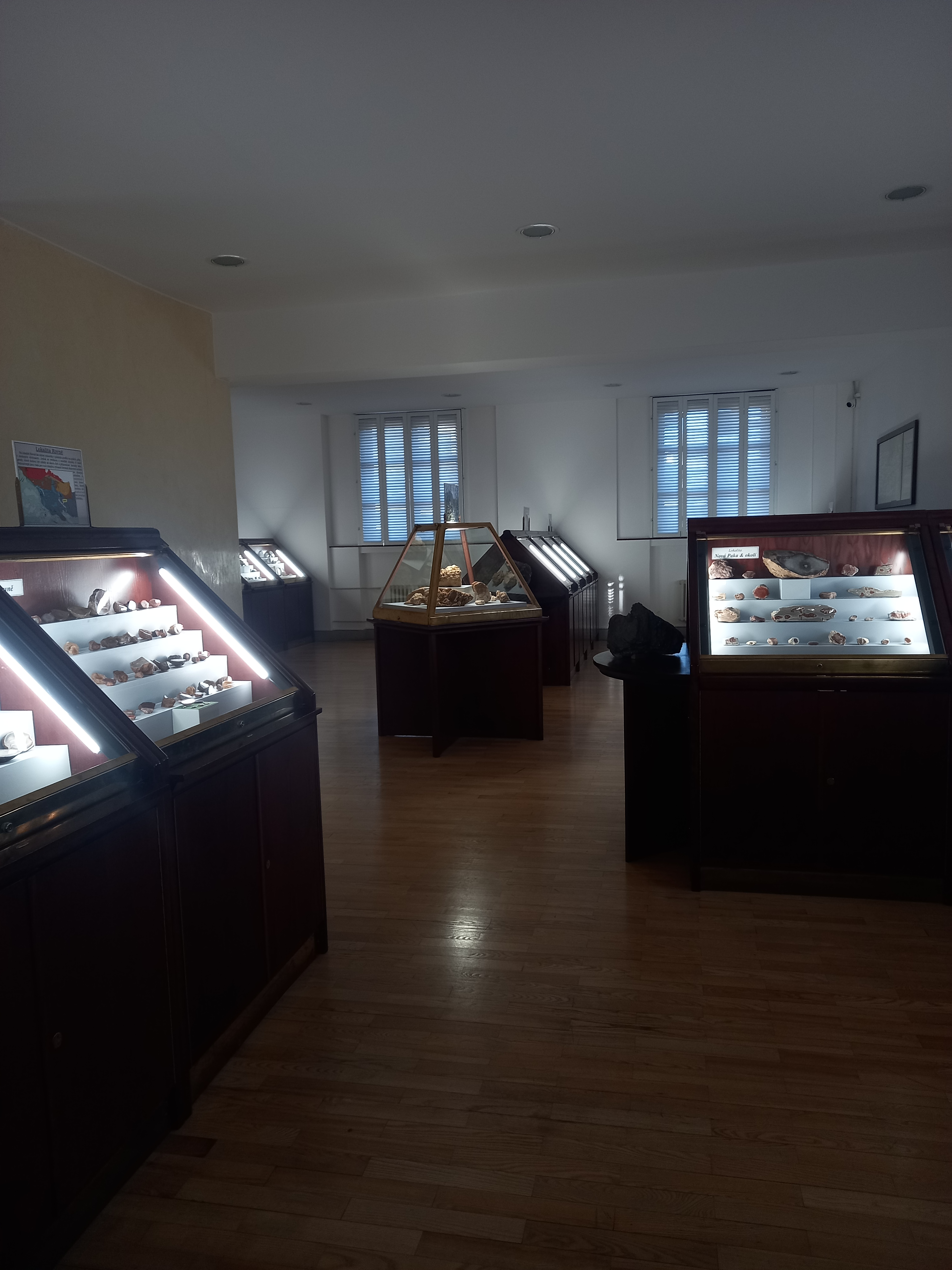
Expozice drahých kamenů

## Sbírky
Městské muzeum Nová Paka v dnešní době uchovává a spravuje na 40 000 sbírkových předmětů má dvě tematické sbírky – Historickou a přírodovědnou.

### Historické sbírky
Důležitou součástí historických sbírek je soubor knih bývalé obrozenecké knihovny. Muzeum dále sbírku rozšířilo o spoustu kreseb, pohlednic a fotografií. Mezi nejdůležitější sbírkové předměty patří nástěnné barokní hodiny z klášterního kostela Nanebevzetí Panny Marie v Nové Pace, forma na modrotisk, nejstarší pečetidlo a pečeť města Nová Paka, návrh pomníku J. A. Komenského pro Novou Paku a další.

### Přírodovědné sbírky
Přírodovědné sbírky mají dvě svoje podsbírky mineralogickou sbírku a paleontologickou sbírku a čítají přes 6 500 exponátů hornin, minerálů a zkamenělin. Mineralogická sbírka obsahuje převážně broušené a leštěné minerály jako acháty, jaspisy, křišťály, ametysty. Součástí paleontologické sbírky muzea jsou zkřemenělé stonky, které tvoří jednu z největších sbírek ČR této pravěké přírody.

#### Zkamenělý strom

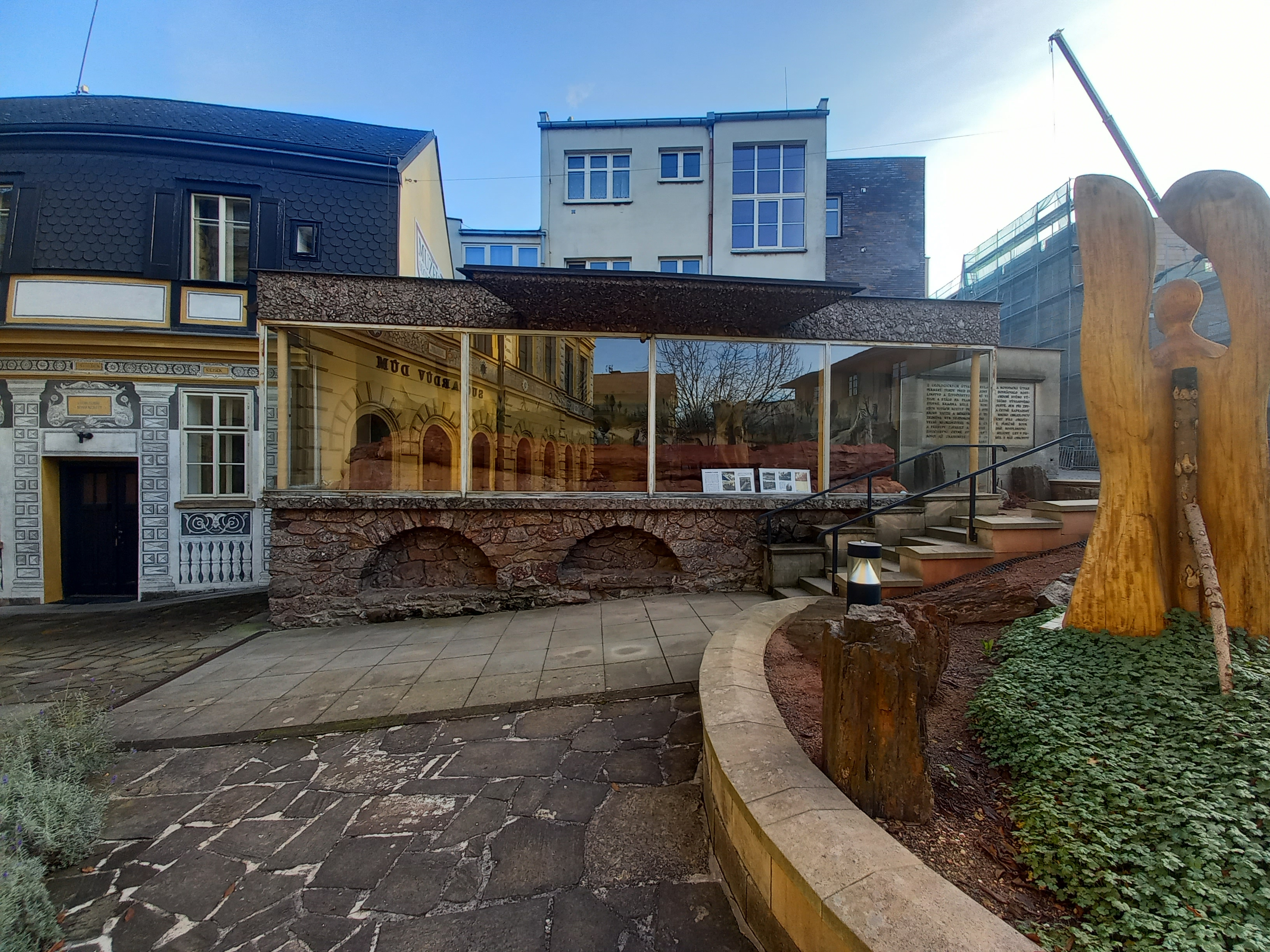
Vitrína se zkamenělým stromem

Před muzeem je ve skleněné vitríně umístěný zkamenělí kmen stromu, který rostl v Podkrkonoší před 300 miliony lety. Jeho délka je 8,3 metru a byl nalezen v Nové Pace roku 1953. Patří mezi nejdelší doposud nalezené zkamenělé stromy ve střední Evropě.

#### Novopacký betlém
Neméně slavný je i betlém vytvořený Janem Mádlem, který je autorem většiny řezeb z pevně instalovaného betléma v Suchardově domě. Betlémové figurky mají oblečení, které se nosilo na Novopacku za jeho dětství. Městské muzeum betlém získalo v roce 1955 a po dvou letech byl veřejnosti představen v dnešní podobě.

## Paleopark Balka

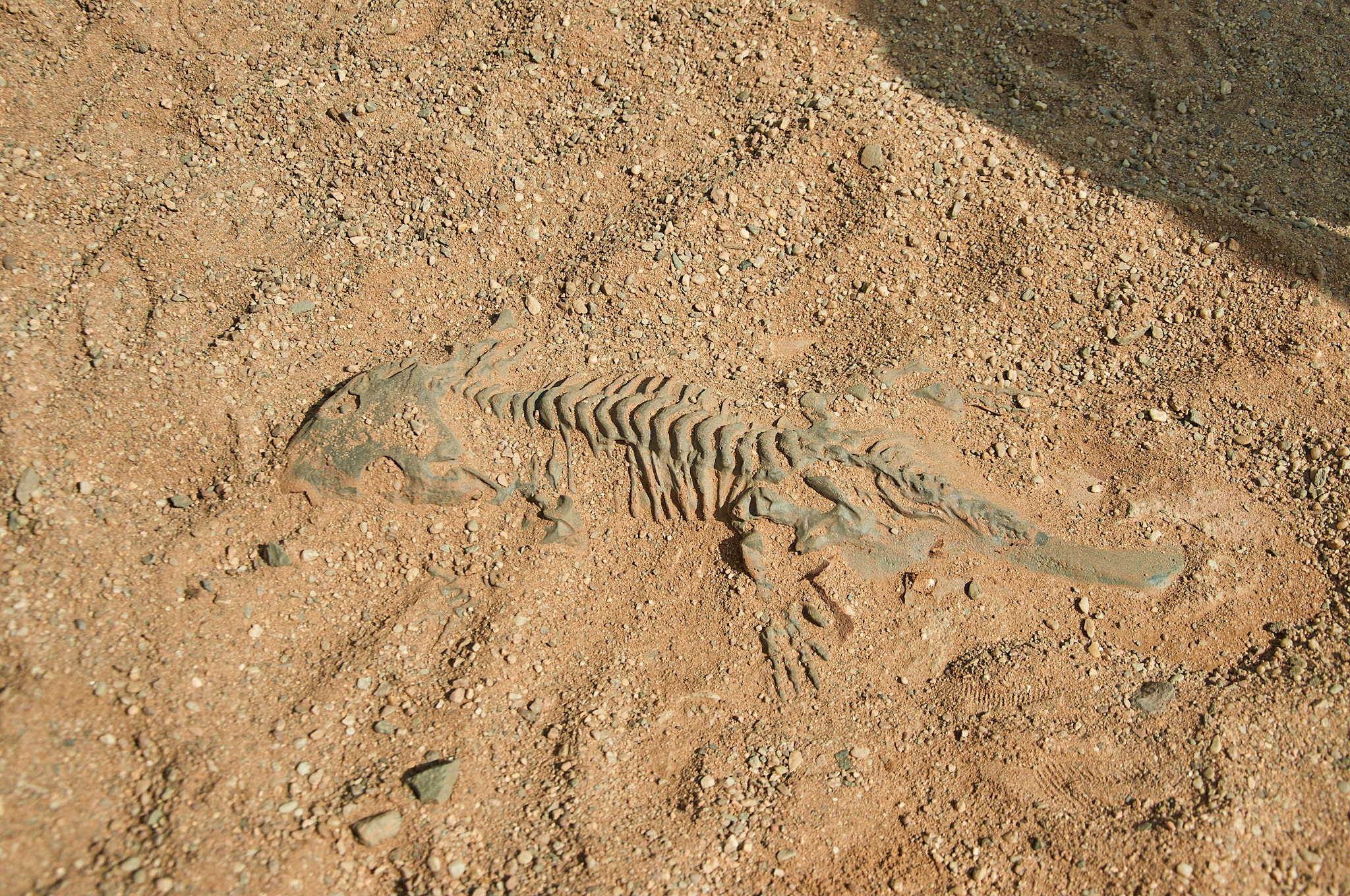
Fosílie, Paleopark Balka

Paleopark Balka je zábavně-vzdělávací projekt, jehož areál otevřený v roce 2024 je postaven v místě proslulého naleziště zkamenělin a karneolů. Součástí je i stezka o geologické minulosti místní krajiny. V paleoparku se konají také vzdělávací programy pro veřejnost. Ta si zde může vyzkoušet práci paleontologa, rozpoznat pravěká zvířata podle jejich zkamenělých stop, narýžovat si granáty a odkrýt zkameněliny a fosilie.

## Návštěvnost
| Rok  | Celková návštěvnost | Suchardův dům | Klenotnice | Gernatův dům | Paleopark Balka | Poznámka                                     |
| ---- | ------------------- | ------------- | ---------- | ------------ | --------------- | -------------------------------------------- |
| 2010 | 8 968               |               |            |              |                 |                                              |
| 2011 | 8 202               |               |            |              |                 |                                              |
| 2012 | 13 872              |               |            |              |                 |                                              |
| 2013 | 12 216              |               |            |              |                 |                                              |
| 2014 | 11 523              | 4 391         | 6 784      | 348          |                 |                                              |
| 2015 | 13 166              | 5 504         | 4 836      | 2 826        |                 |                                              |
| 2016 | 12 980              | 4 402         | 5 196      | 3 382        |                 |                                              |
| 2017 | 14 525              | 6 315         | 7 516      | 694          |                 | Zavedení celoročního provozu Suchardova domu |
| 2018 | 14 895              |               |            |              |                 | Zavedení celoročního provozu klenotnice      |
| 2019 | 13 845              |               |            |              |                 |                                              |
| 2020 | 6 614               | 3 216         | 3 398      |              |                 | omezení kvůli pandemii koronaviru            |
| 2021 | 6 396               | 2 528         | 3 868      |              |                 | omezení kvůli pandemii koronaviru            |
| 2022 | 7 455               | 2 495         | 4 960      |              |                 |                                              |
| 2023 | 8 920               | 4 160         | 4 760      |              |                 |                                              |
| 2024 | 19 995              | ?             | 5 154      |              | 9 688           |                                              |